# Adventures of Sir Galahad
Adventures of Sir Galahad é um seriado estadunidense de 1949, gênero aventura, dirigido por Spencer Gordon Bennet, em 15 capítulos, estrelado por George Reeves, Nelson Leigh e William Fawcett. Foi produzido e distribuído pela Columbia Pictures, e veiculou nos cinemas estadunidenses a partir de 22 de dezembro de 1949.
Foi o 41º entre os 57 seriados produzidos pela Columbia Pictures, e foi baseado nas lendas da Bretanha, em particular na lenda do Rei Artur e os Cavaleiros da Távola Redonda. Curiosamente, foi um dos poucos seriados do período a não seguir o gênero Western.

## Sinopse
O ciclo de filmes sobre o Rei Artur tem início com este seriado. Nesta versão, o jovem Galahad, tentando seguir os passos de seu pai, Sir Lancelot, quer ser admitido entre os Cavaleiros da Távola Redonda. Quando Galahad derrota Sir Bors e Sir Mordred em um torneio, Arthur concorda em torná-lo cavaleiro, se ele  conseguir proteger Excalibur por uma noite. Infelizmente, durante aquela noite, a espada é roubada por uma personagem misteriosa conhecida apenas como Black Night. A posse da Excalibur faz o titular invencível e a soberania de Arthur fica em perigo, e Galahad é recusado na cavalaria até a espada ser encontrada. Galahad, auxiliado por Sir Bors, é prejudicado em sua busca por Ulric, o rei dos saxões que invade a Inglaterra, e por Merlin, o mágico, que persegue o nosso herói a cada instante. Galahad suspeita que Black Night seja um traidor dentro de Camelot, que busca o trono em aliança com os saxões, enquanto a Fada Morgana, meia-irmã de Arthur, ajuda a combater a magia de Merlin e os saxões.[carece de fontes?]

## Elenco
- George Reeves … Sir Galahad. Na opinião de Cline, Reeves tornou este seriado superior a Son of the Guardsman, outro seriado da época, feito pelo mesmo estúdio.[3]
- Nelson Leigh … Rei Arthur
- William Fawcett … Merlin
- Hugh Prosser … Sir Lancelot
- Lois Hall … Dama do Lago
- Charles King … Sir Bors
- Pat Barton … Fada Morgana
- Don C. Harvey … Bartog
- Jim Diehl … Sir Kay
- Marjorie Stapp … Guinevere
- John Merton … Ulric, rei saxão
- Pierce Lyden … Cawker
- Rick Vallin … Sir Gawain
- Leonard Penn … Sir Mordred
- Ray Corrigan … One-Eye – o estalajadeiro
- Frank Ellis … Fora-da-lei
- Al Ferguson … Capitão da Guarda
- Paul Frees … The Black Knight (voz)

## Capítulos
1. The Stolen Sword
2. Galahad's Daring
3. Prisoners of Ulric
4. Attack on Camelot
5. Galahad to the Rescue
6. Passage of Peril
7. Unknown Betrayer
8. Perilous Adventure
9. Treacherous Magic
10. The Sorceror's Spell
11. Valley of No Return
12. Castle Perilous
13. The Wizard's Revenge
14. Quest for the Queen
15. Galahad's Triumph

Fonte:

## Produção
The Adventures of Sir Galahad foi baseado na lenda do Rei Artur, uma rara ocorrência em seriados. O ciclo de filmes sobre o Rei Artur tem início com este seriado.

## Seriado no Brasil
Adventures of Sir Galahad, sob o título “Os Cavaleiros do Rei Artur”, foi aprovado pela censura brasileira, de acordo com o Diário Oficial da União, em 16 de agosto de 1951, portanto, é provável que o seriado tenha estreado no país em 1951.